# 名古屋市教育会
名古屋市教育会（なごやしきょういくかい）は、1881年に設立された、名古屋市や名古屋市教育委員会とは関係がない任意団体である。

## 概要
市独自の組織で、国公立の幼稚園や小学校、中学校、高等学校、特別支援学校の保護者や教職員から、教育会の「年会費」名目で1口100円で5口以上の協力を求めている。
戦前においては、地図の編纂、図書館の運営なども行っており、名古屋市の地域性に依った伝統のある団体である。
1881年に創設された名古屋区教育会が前身。かつては全国組織の教育団体「大日本教育会」に属していたが、1946年に脱退して以降、市独自の教育助成団体として活動し、教員や保護者からの会費で運営している。

## 沿革
- 1881年（明治14年） - 名古屋区内の教育に関することを取り扱う会として名古屋区教育会が設立される[9]。
- 1888年（明治21年）5月 - 名古屋市の監督下から離れた私立の教育会としての名古屋市教育協会と改組される[9]。
- 1899年（明治32年） - 名古屋市長をはじめ、市会議員・学務委員・県教育関係者有志により、中京教育会の設立が図られるが、不成立に終わる[9]。また、市教育関係者により、これとは別に金城教育会が成立する[9]。
- 1900年（明治33年）5月 - 小学校長会において、市助役が官民合同による教育会を提言する[9]。
- 1900年（明治33年）7月25日 - 南伊勢町143番戸において、名古屋市教育会が創立される[10]。
- 1902年（明治35年） - 事務所を南鍛冶屋町の名商分教場内に移転[10]。
- 1903年（明治36年）度 - 名古屋方言調査を実施する[11]。
- 1905年（明治38年） - 事務所を南外堀町の名商分教場に移転[10]。
- 1907年（明治40年） - 事務所を中区南久屋町の個人宅に移転[10]。
- 1912年（大正元年）10月 - 『名古屋市及附近図』発刊[12]。
- 1913年（大正2年）2月 - 鶴舞公園内市有建物の無償貸与を受け、私立名古屋図書館を開設する[12]。図書館には教育品常設陳列館を併設した[12]。
- 1913年（大正2年）5月 - 事務所を中区池田町36番地に移転[10]。
- 1915年（大正4年）度 - 名古屋地方の遺跡・遺物・肖像画などを収録する『済美帖』を発刊する[12]。
- 1922年（大正11年）度 - 名古屋市立名古屋図書館に8630冊の蔵書などを寄付し、名古屋図書館を廃止[13]。
- 1927年（昭和2年）4月 - 事務所を中区松元町1-35に移転[10]。
- 1930年（昭和5年） - 事務所を中区新栄町の名古屋市役所庁舎内に移転[10]
- 1933年（昭和8年）10月 - 名古屋市役所の新築移転に伴い、事務所を新庁舎内に移転[10]。
- 1941年（昭和16年）5月 - 事務所を東区布池町32番地に移転[10]。
- 1944年（昭和19年）12月18日 - 教育諸団体と統合し、大日本教育会名古屋市支会となる[10]。
- 1946年（昭和21年）9月1日 - 大日本教育会を脱退し、旧名に復す[10]。
- 1948年（昭和23年）3月15日 - 新生名古屋市教育会に改組する[14]。
- 1968年（昭和43年）9月 - 事務所を東区東芳野町1-7-1の名古屋市教育館分館内に移転[10]。

### 歴代会長
- 初代 - 志水直（1900年7月 - 1901年6月）[10]
- 2代 - 青山朗（1901年7月 - 1906年6月）[10]
- 3代 - 加藤重三郎（1906年7月 - 1911年6月）[10]
- 4代 - 阪本釤之助（1911年7月 - 1917年1月）[10]
- 5代 - 佐藤孝三郎（1917年7月 - 1921年6月）[10]
- 6代 - 大喜多寅之助（1921年7月 - 1922年2月）[10]
- 7代 - 川崎卓吉（1922年5月 - 1924年6月）[10]
- 8代 - 田阪千助（1924年10月 - 1927年8月）[10]
- 9代 - 大岩勇夫（1927年9月 - 1938年12月）[10]
- 10代 - 縣忍（1939年1月 - 1932年1月6日）[10]
- 11代 - 佐藤正俊（1942年3月 - 1946年11月）[10]
- 会長代理 - 富田彦吉（1946年12月 - 1948年3月）[14]
- 12代 - 柴山義政（1948年3月 - 1954年4月）[14]
- 13代 - 佐藤丈夫（1954年5月 - 1958年4月）[14]
- 14代 - 水野鈴一（1958年5月 - 1962年3月）[14]
- 15代 - 加藤幸吉（1962年4月 - 1963年3月）[14]
- 16代 - 福岡晋作（1963年6月 - 1965年5月）[14]
- 17代 - 長谷川三一（1965年6月 - 1970年3月）[14]
- 18代 - 山田正保（1970年6月 - ）[14]

## 問題
収入総額が約4千万円にもかかわらず、名古屋市立小中学校校長経験者ら3名いる事務局員の給与など事務局費や運営費に約1500万円かかるという。厳しい経済状況の下、集められた資金が人件費に多く出費されるのは、集められる側に「痛み」の理解ができているのだろうかとの指摘がある。
全市の小学生の希望者1700名に対して、知多半島の河和口などで水泳練習会を開催したりすることもあった。さまざまな地域団体と教員との結びつきも閨閥や町単位など様々なチャンネルを通して行われてきた。教育会で行われているのは、戦後に社会的使命を持っていたとされる事業である。現在の社会状況に沿って発展的に解消していかないと、自由で活発な教育活動をむしろ阻んでしまい、校長会や校長経験者の天下りと思われ、若い教職員にも理解が得られないのではないかとする声もある。
2024年9月15日、名古屋市に子どもを通わせる保護者から「名古屋市教育会って何？　教育委員会とは違うの？」との質問があり毎日新聞が取り上げ耳目を集めた。名古屋市内の公立学校の校長らで作る任意団体「名古屋市教育会」が、各校の文化活動や教職員研修への支援を名目に、保護者から会費を集めていた問題。2023年度は、総収入約2900万円のうち約4万6000人の保護者から約2347万円を徴収。市教育会は市立小中学校長会長が会長を務め、事務局にはOB校長2人を含む3人が勤務する。名古屋市教育委員会とは別組織だが、市教委の予算執行とは別に、同会独自に教職員や保護者から会費を集めて事業費を計上。公立学校の部活動や教職員研修などを支援している。毎年新学期が始まる際、各学校で「教育会入会のお願い」と書かれたチラシを担任が配布し、チラシには「入会を強制するものではありません」とあるものの入会申込書とともに「1口100円ですが、できれば5口以上ご協力いただきますよう、お願い申し上げます」とある。会費徴収は校内で行われクラス担任が子どもたちから現金を受け取り担任名で領収印を押印しているとのこと。現役教員の一人は「校長の天下り組織だ」と憤り、専門家からは「保護者からお金を集めるというのは義務教育無償の原則からしておかしく、本来は教育行政の責任において事業支援を行うべきだ。透明性が求められる今の時代には、保護者からお金を集める市教育会自体、必要ないのではないか」との意見がある。市教育会の小口博則事務局長は「名古屋の先生、子どもたちへの支援に少しでも役立ちたいとの思いで私たちは活動している。これからも理解を求めていきたい」。

令和6年度役員
会長　鈴木健（市小中学校長会会長）
副会長　尾関利昌（市P協議会長）
副会長　川上賢太（名教組委員長）
副会長　加藤司（名高教委員長）
PTA名古屋（第31号　令和6年6月17日発行）
2024年9月15日　令和5年度　名古屋市教育会　経常費最終報告　2023年3月17日～2024年3月16日
収入合計　29,158,161円 (会費28,075,750円 (内訳: 正会員費4,603,700円（46,037口　9,289名）賛助会員費23,472,050円（234,721口　45,892名)、前年度繰越金1,082,350円)
支出内訳
事務局費10,243,642円（内訳：給料8,860,522円、通勤手当・雇用保険等1,039,860円、他）
事業費14,817,120円(内訳：教育研究派遣員費(研究派遣費108人)3,262,538円、研究調査費150,532円、教職員研修補助費3,900,000円、園児児童生徒学習補助費3,300,050円、教職員体育補助費780,000円、園児児童生徒体育補助費2,138,000円、PTA事業補助費695,000円、ファミリーデーなごや570,000円、共済福利厚生費21,000円)
運営費2,597,913円(内訳：会議費97,370円、渉外費33,745円、会員募集費2,419,298円、20,000円、雑費27,500円）
2024年9月19日、名古屋市教育会が保護者から会費を集めていることについて、中川敦史名古屋市議会議員（減税日本）は「任意加入にもかかわらず、一部学校が入学書類で入会を求めている」点なども指摘し、坪田知広教育長は名古屋市議会本会議で「教職員の負担軽減に向けた募集方法の検討を名古屋市教育会と協議したい」、「保護者に誤解が生じているのであれば改めていくよう名古屋市教育会と協議していく」と述べた。河村たかし名古屋市長は「（担任による募集を）やってはいかん。全容を明らかにしたい」などと述べ、名古屋市教育委員会に全面調査を求めた。
2024年9月20日、TV局の取材で、名古屋市教育会の主な活動は「教員の研修費の助成やファミリーデーなごや、部活動の大会などの子どもたちの活動への助成」、決算報告書を用いて、教員や保護者からの収入総額は約2915万円、支出の約1/3が事務局員3人の給与約900万円と説明。
2024年10月3日、河村市長が9月に名古屋市教育委員会に対して「名古屋市教育会」の金の流れなどについて調査するよう指示した事に対して、名古屋市教育教育委員会から名古屋市長に対して一応の報告はあったとのこと。その際に河村市長は「いろいろなことをやっているので、全部明らかにしてくれ」と指示したとの事だが、しかしながら名古屋市教育委員会はTV局の取材に対し「9月に名古屋市長に報告を上げたが、不十分だといった連絡はなく追加調査は行っていない」と回答しており、齟齬が生じている。
2024年11月8日、新聞記者が河村名古屋市長が「教育会自ら記者会見などを開いて説明責任を果たすべきだ」と名古屋市教育委員会に伝えた事に対して取材すると、名古屋市教育会側は「名古屋市教育委員会から説明を求める連絡は（10月末時点で）来ていない」と話し、名古屋市教育会の担当者は「我々はこれまでこのやり方でやってきている。今後もやり方を変えるつもりはない」と話し、記者会見の予定もないという。名古屋市教育委員会側も各学校の教育課程や教科書の取り扱いなどを所管しているが、任意団体の名古屋市教育会は管轄外であり、名古屋市教育委員会の担当者は「名古屋市教育会は関連団体でもないので活動は把握していない」と話した。
2024月11月8日、令和5年度の事業支出の教育研究派遣員費(研究派遣費108人)3,262,538円は、教育研究に関する優秀な論文を執筆した教員108人に「教育研究派遣員費」として支給していたことが判明した。受け取った教員の一人は新聞記者の取材に対して「3万円を受け取った。使い道は定められていなかった」と証言した。
2025年1月22日、名古屋市教育会は毎年4月に名古屋市立の小中学校などで全ての世帯に教員から保護者へチラシを配り500円以上の会費納入を求めていたが、名古屋市教育委員会が「学校で教員がチラシを配布すると強制か任意かわかりづらい」と改善が求められたことを受けて、2025年度からチラシ配布をして保護者から会費を徴収することを取りやめると決めた。
2025年1月23日、名古屋市教育会が2025年3月末で解散する方針であると公表された。
2025年2月25日　名古屋市教育会総会が行われ「会費が集まりにくくなり事業の継続が難しい」という理由で3月末での解散が決定した。残余金約2700万円は名古屋市教育委員会に寄付する。

## 発行・著作物
- 名古屋市教育会 編『最新詳密名古屋市実測全図』名古屋市教育会、1903年6月15日。NDLJP:1089121
- 名古屋市教育会 編『名古屋市及附近図』名古屋市教育会、1907年8月11日。NDLJP:1089201
- 名古屋市教育会 編『名古屋市實測圖』名古屋市教育会、1910年3月16日。NDLJP:1083107
- 田島竜夫 編『教育品展覧会報告書』名古屋市教育会、1911年4月26日。NDLJP:808589
- 名古屋市教育会 編『済美帖』名古屋市教育会、1915年11月20日。NDLJP:953902
- 『御大禮奉祝名古屋市教育品展覽會報告書』名古屋市教育會事務所、1916年3月。
- 名古屋市教育会 編『郷土研究概観 大名古屋』名古屋市教育会、1933年。
- 名古屋市教育会 編『名古屋市戦線銃後美談集 第1輯』星野書店、1939年8月。
- 名古屋市教育会 編『名古屋市戦線銃後美談集 第2輯』星野書店、1940年4月23日。NDLJP:1057077
- 名古屋市教育会 編『名古屋市戦線銃後美談集 第3輯』星野書店、1944-0。